# جوشیرو کونوئه
جوشیرو کونوئه (انگلیسی: Jūshirō Konoe; ۱۰ آوریل ۱۹۱۴ – ۲۴ مهٔ ۱۹۷۷) بازیگر اهل ژاپن بود.
از فیلم‌ها یا برنامه‌های تلویزیونی که وی در آن نقش داشته‌است می‌توان به آکو روشی اشاره کرد.